# Zucchero (Zucchero Fornaciari)
Zucchero, edito anche con il titolo Zucchero Sings his Hits in English, è una raccolta del cantante italiano Zucchero Fornaciari pubblicata il 3 settembre 1990.

## Descrizione
In questa raccolta, pubblicata in tutta Europa, in Sud America, in Giappone, negli Stati Uniti, in Asia, in Australia e in Sudafrica, l'autore ripropone alcune canzoni del suo repertorio, tradotte in inglese da Frank Musker, già collaboratore dei Queen. Grazie a questo disco, i brani Senza una donna e Diamante entrano a far parte della colonna sonora del telefilm Baywatch. Il brano You're Losing Me, invece, viene incluso nella colonna sonora del film Red Shoe Diaries, che in Italia uscirà con il titolo di Orchidea selvaggia 3.

## Tracce
Gli autori dei brani sono gli stessi delle versioni originali, eccetto dove diversamente indicato.
Le tracce 1, 2, 4, 5, 6, 7 e 9 sono le versioni inglesi di brani precedentemente pubblicati. Le restanti tracce sono state ripubblicate in lingua originale.

### Versione originale
1. Diamante – 5:51 (testo: Francesco De Gregori, F. Musker)
2. Wonderful World (feat. Eric Clapton) – 4:35 (testo: Zucchero, F. Musker)
3. Il mare impetuoso al tramonto salì sulla luna e dietro una tendina di stelle... – 4:00
4. Mama – 7:23 (testo: Zucchero, F. Musker)
5. Dunes of Mercy – 5:33 (testo: M. Figliè, F. Musker)
6. Senza una donna (Without a Woman) – 4:30 (testo: Zucchero, F. Musker)
7. You're Losing Me – 6:00 (testo: Zucchero, F. Musker)
8. Solo una sana e consapevole libidine salva il giovane dallo stress e dall'Azione Cattolica – 4:55
9. You've Chosen Me – 2:30 (testo: Zucchero, F. Musker)
10. Diavolo in me – 4:05
11. Overdose (d'amore) – 5:23
12. Nice (Nietzsche) che dice – 3:20

### Altre versioni
Seconda versione
Nella seconda versione viene introdotto il celebre duetto con Paul Young in Senza una donna (Without a Woman), che diventerà uno dei maggiori successi di Zucchero in ambito internazionale.
Terza versione
La terza ed ultima versione è uguale alla seconda, con l'aggiunta del duetto con Randy Crawford nella versione inglese di Diamante, poi pubblicato come singolo.

## Successo commerciale
L'album ha venduto oltre 1 500 000 di copie in Europa,, circa 3 000 000 nel mondo, e 50 000 copie nel Regno Unito.
Il disco è entrato in classifica anche in Belgio, Danimarca e Grecia.

## Classifiche

### Classifiche settimanali
| Classifica (1991) | Posizione massima |
| ----------------- | ----------------- |
| Canada (Québec)   | 37                |
| Europa            | 16                |
| Francia           | 6                 |
| Germania          | 9                 |
| Norvegia          | 3                 |
| Paesi Bassi       | 8                 |
| Regno Unito       | 29                |
| Svezia            | 20                |
| Svizzera          | 7                 |

### Classifiche di fine anno
| Classifica (1991) | Posizione |
| ----------------- | --------- |
| Europa            | 56        |
| Francia           | 54        |
| Germania          | 75        |
| Norvegia          | 15        |
| Paesi Bassi       | 63        |
| Svizzera          | 26        |